# Eugen Zabel
Eugen Zabel (nascut a Königsberg, (Prússia, avui l'enclavat rus Kaliningrad) el 1851 - mort a Berlín el 1924) fou un escriptor i periodista alemany.
Viatjà per Rússia, Amèrica i Egipte. Va escriure articles, guies de viatge i altres obres entre les quals destaca la sèrie "Arthur Schopenhauer und sein Pessimismis" (1874) publicada a l'editorial "Neue Literatur". El seu entusiasme per a Rússia va reflectar-se en el seu llibre Transsibirien, mit der Bahn durch Russland und China publicat després del seu viatge el 1903, l'únic llibre que continua a ser reimprimit en alemany al segle XXI.